# Nowowiaticz Kirow
Nowowiaticz Kirow (ros. Футбольный клуб «Нововятич» Киров, Futbolnyj Kłub "Nowowiaticz" Kirow) – rosyjski klub piłkarski z siedzibą w mieście Kirow, założony w 1996.

## Historia
Chronologia nazw:
- 1996: Dinamo-Nowowiaticz Kirow (ros. «Динамо-Нововятич» Киров)
- 2005: Nowowiaticz Kirow (ros. «Нововятич» Киров)

Piłkarska drużyna Dinamo-Nowowiaticz została założona w Kirowie w 1996 roku i reprezentował miejscowy zakład sprzętu dźwigowego. W 2005 zmienił nazwę na Nowowiaticz. W 2004 i 2005 i 2006 zespół startował w rozgrywkach Mistrzostw Rosji wśród LFK oraz Pucharu Rosji wśród LFK. Również występował w mistrzostwach i Pucharze obwodu kirowskiego. 

## Sukcesy
- Puchar obwodu kirowskiego w piłce nożnej:
  - zdobywca (1x): 2003.

## Inne
- Dinamo Kirow